# Mariensäule (Wolnzach)

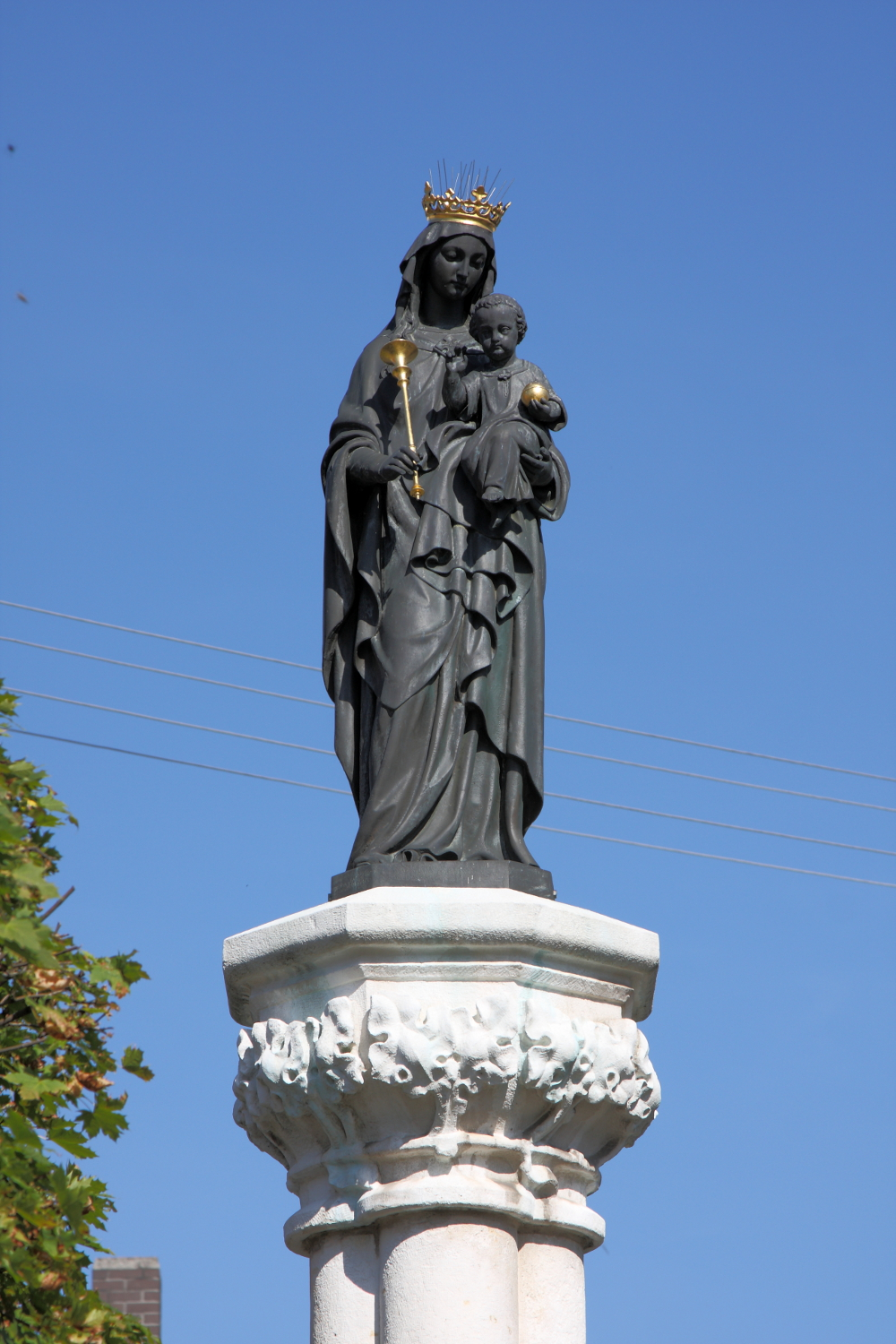
Mariensäule in Wolnzach

Die Mariensäule in Wolnzach, einer Marktgemeinde im oberbayerischen Landkreis Pfaffenhofen an der Ilm, wurde 1865 errichtet. Die Mariensäule am Marienplatz gehört zu den geschützten Baudenkmälern in Bayern.
Auf einer mit halbrunden Diensten versehenen Steinsäule auf polygonalem, mit Maßwerk verziertem Sockel steht die Marienfigur aus galvanisiertem Zinkguss. Die gotisierende Steinsäule wurde von Josef Weber und die Marienfigur von der Mayer’sche Hofkunstanstalt in München geschaffen.